# Ophiopeza kingi
Ophiopeza kingi is een slangster uit de familie Ophiodermatidae.
De wetenschappelijke naam van de soort werd in 1974 gepubliceerd door D.M. Devaney.